# 의직
의직(義直, ?~?)은 백제의 관리이자, 장군이다.

## 생애
그의 이름이 역사책에 처음으로 등장한 것은 647년이다. 그는 3000명의 군사로 신라가 점령하고 있던 무산성을 함락시킨 뒤, 다시 감물성을 공격했으나 김유신이 이끄는 신라군에게 완패하였다.
648년 다시 신라를 공격하여 요거성 등 10여 성을 빼앗았으나 옥문곡에서 김유신이 이끄는 신라군에게 거듭 패배하여 1천여 명이 전사하였다. 660년 나 당 연합군이 진군하자, 좌평으로 있던 의직은 의자왕에게 당나라를 먼저 치자는 의견을 제시하였으나 그의 의견은 채택되지 못했다. 백제 멸망 이후 의직의 행적은 미상이다. 다만 신채호는 자신의 저서 조선상고사에서 해상잡록(海上雜錄)에 나오는 기록을 근거로 의직이 군대를 이끌고 기벌포에서 소정방이 이끄는 당나라 군대에 맞서 싸우다가 전사했다고 서술했다.

## 의직이 등장한 작품
- 《삼국기》(KBS, 1992년~1993년 배우:김백수
- 《계백》(MBC, 2011년, 배우:최재호)
- 《대왕의 꿈》(KBS, 2012년~2013년, 배우:최동엽)

## 참고 문헌
- 김부식 (1145), 《삼국사기》 〈권28 백제본기 제육(百濟本紀第六) 의자왕(위키문헌 번역본)〉 /(국사편찬위원회 > 한국사데이타베이스 번역본)